# Vera Alexeyeva
Vera Alexeyeva es una deportista soviética que compitió en remo.
Ganó una medalla en el Campeonato Mundial de Remo de 1974 y tres medallas en el Campeonato Europeo de Remo entre los años 1963 y 1973.

## Palmarés internacional
| Campeonato Mundial | Campeonato Mundial       | Campeonato Mundial | Campeonato Mundial       |
| Año                | Lugar                    | Medalla            | Prueba                   |
| ------------------ | ------------------------ | ------------------ | ------------------------ |
| 1974               | Lucerna (Suiza)          | Medalla de plata   | Ocho con timonel         |
| Campeonato Europeo |                          |                    |                          |
| Año                | Lugar                    | Medalla            | Prueba                   |
| 1963               | Moscú (URSS)             | Medalla de oro     | Cuatro scull con timonel |
| 1964               | Ámsterdam (Países Bajos) | Medalla de plata   | Cuatro scull con timonel |
| 1973               | Moscú (URSS)             | Medalla de oro     | Ocho con timonel         |